# Iglesia del Salvador en Berestove

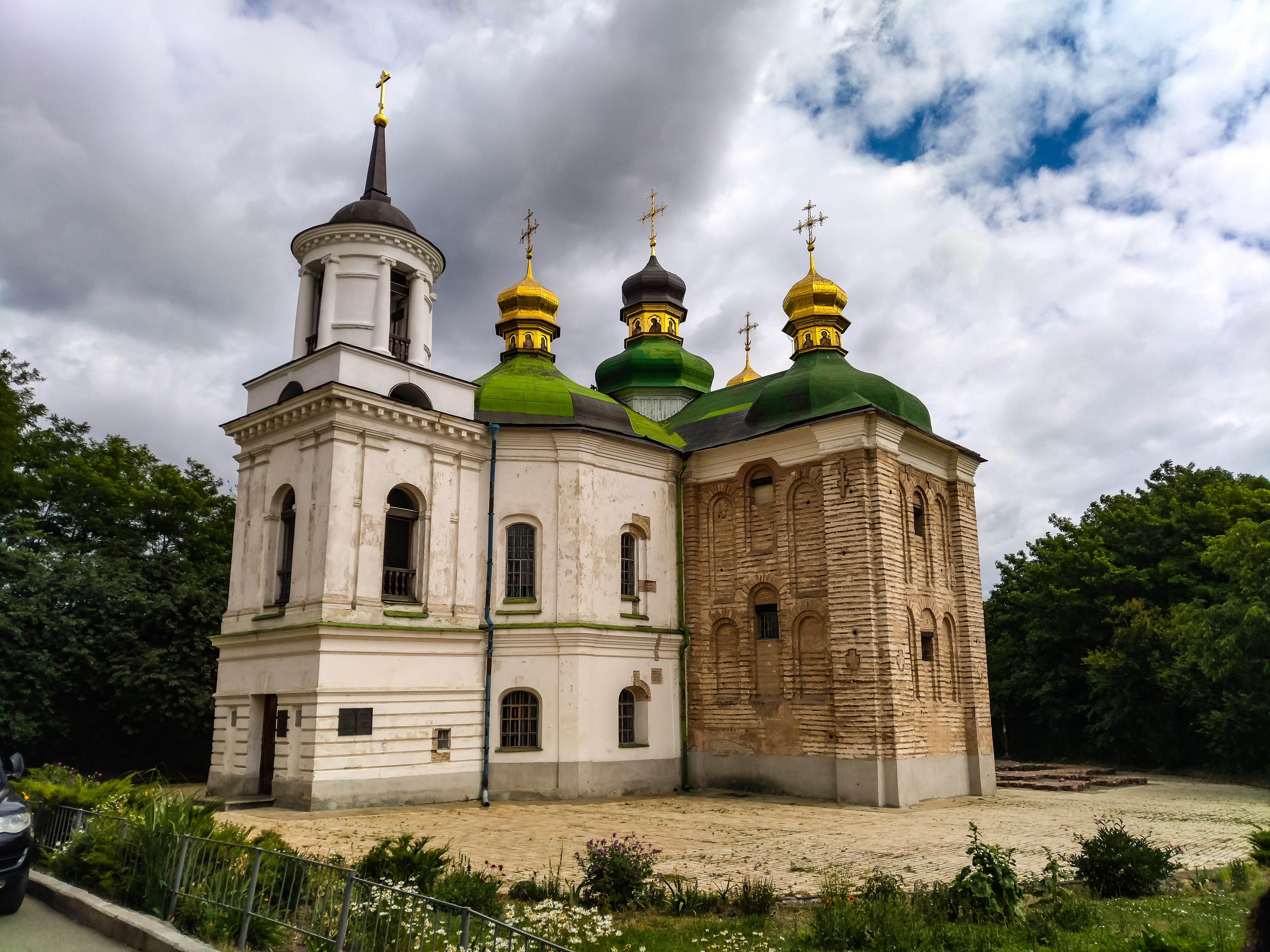
Side view of the Church of the Saviour in Berestovo seen with its 19th-century steepled belfry. A portion of the wall cleaned from stucco belongs to the early 12th century.

La iglesia del Salvador en Bérestove (en ucraniano: Церква Спаса на Берестові, romanizado: Tserkva Spasa na Bérestovi; en ruso: Це́рковь Спа́са на Бе́рестове, romanizado: Tsérkov Spasa na Bérestove) es una iglesia situada inmediatamente al norte del monasterio de las Cuevas de Kiev en una zona conocida como Bérestove. Aunque está situada fuera de las fortificaciones de Lavra, la iglesia del Salvador forma parte del complejo de Lavra y del correspondiente sitio del Patrimonio Mundial.

## Arquitectura
Bérestove fue una residencia suburbana de  Vladímir el Grande, que murió allí en 1015 y de algunos de sus descendientes, entre ellos  Vsévolod I y  Vladímir II. También fue el sitio de un monasterio, registrado por primera vez en 1073. La construcción de la estructura actual no está documentada, pero la mayoría de los historiadores de arte la datan del reinado de Vladímir II Monómaco (1113-1125). De hecho, tiene paralelos estructurales con las iglesias de Pereyáslav, especialmente con las construidas durante la administración de la ciudad por parte de Monómaco a finales del siglo XII.
La iglesia de la corte de Monómaco era más grande que la mayoría de las catedrales construidas en Kiev en el siglo XII y tenía tres naves, tres ábsides y probablemente tres cúpulas. El muro occidental (nártex) sobrevive casi intacto, mientras que los otros muros se conocen por las excavaciones. La parte occidental de la iglesia estaba separada de la  naos, formando un nártex, flanqueado por un baptisterio en el norte y una torre saliente en el sur. La torre contenía las escaleras de caracol que conducían a la galería para el príncipe gobernante, su familia y sus invitados.

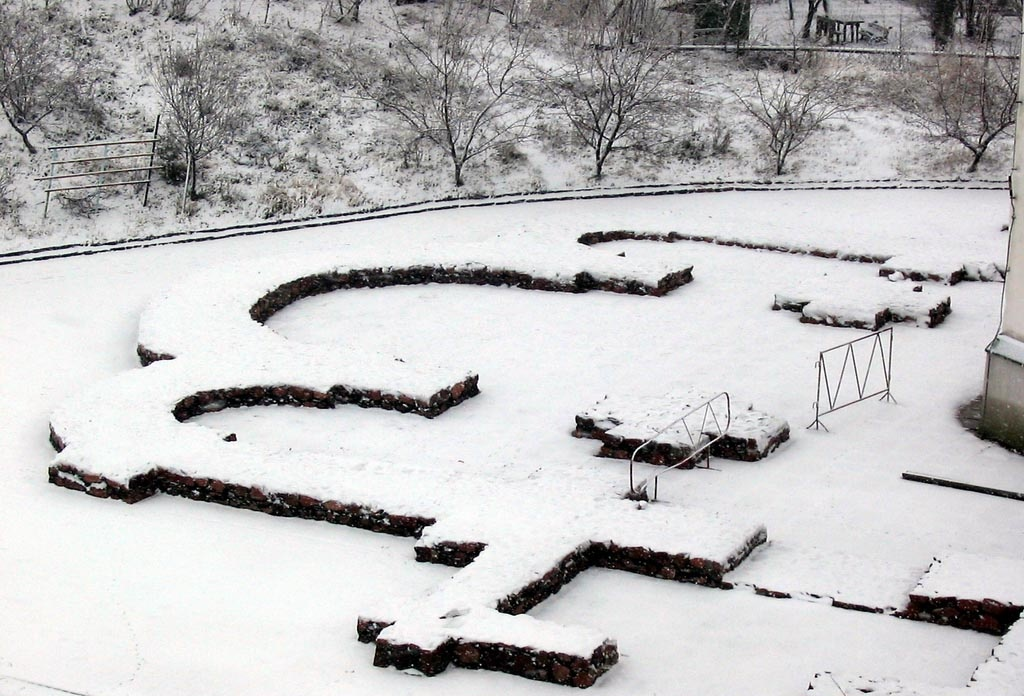
Cimientos de los ábsides de la iglesia de Monómaco.

Los historiadores de arte creen que la Iglesia del Salvador introdujo algunas innovaciones estructurales en la arquitectura de la Rus de Kiev. Por primera vez en Rusia, las tres entradas tenían pórticos salientes con techos de trébol de gran inclinación. Este novedoso rasgo puede ser interpretado como la clave del concepto global de la iglesia. Los arquitectos de Monómaco aparentemente deseaban enfatizar la verticalidad de la iglesia, una fórmula básicamente gótica que se desarrollaría plenamente en Smolensk y Pólatsk.
Si la iglesia de Bérestove fue de hecho el primer germen de esta nueva forma, su bóveda puede haber sido inusualmente complicada, probablemente haciendo eco del techo trilobulado de los pórticos. El exterior de la iglesia antes mostraba intrincados patrones de ladrillos: nichos dobles y triples, el meandro y las cruces decorativas. Por primera vez en Kiev, no se utilizó piedra caliza en la construcción, prefigurando una vez más las prácticas de mediados del siglo XII.

## Historia
Después de la muerte de Monómaco, la iglesia estuvo asociada por mucho tiempo con su familia. Al menos tres Monómacos fueron enterrados bajo el baptisterio:  Jorge I de Kiev, el fundador de Moscú, su hijo Gleb y su hija  Eufemia. La iglesia fue dañada en 1240 cuando Batú Kan  saqueó Kiev y de nuevo en 1482, cuando Kan Meñli I Giray arrasó el barrio. Sus muros se derrumbaron y quedó en ruinas hasta el siglo XVII.

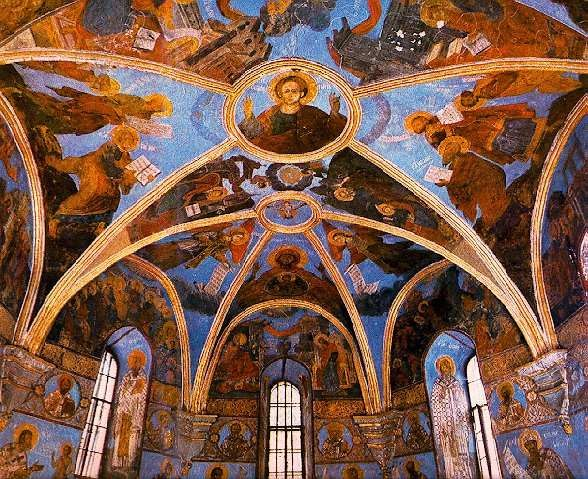
Vista interior de la iglesia con sus brillantes frescos

Fue el metropolitano Pedro Mogila quien comenzó a restaurar las iglesias de Kiev, largamente descuidadas durante el gobierno polaco-lituano. Hizo que la iglesia de Bérestove fuera restaurada en el  estilo nacional ucraniano o «proto-barroco». La nueva iglesia estaba en construcción en 1640-1642. Incorporando el muro occidental de la estructura de Monómaco, la iglesia de Mohyla es más pequeña y difiere considerablemente de su predecesora: hay cinco torres dispuestas en un plan de cuatro pétalos y rodeadas por cinco enormes cúpulas en forma de pera. Dos años después, un equipo de maestros griegos pintó el interior con frescos. El más famoso de ellos, conocido como «El regalo de Petró Mohyla», presenta un retrato de Mohyla arrodillado ante Cristo a quien presenta una maqueta de la iglesia.
El interior fue renovado en 1751-1752 y de nuevo en 1813-1814, cuando Fedor M. Korobka talló un elaborado altar. Al mismo tiempo, se construyó un campanario de dos niveles según el diseño neoclásico provincial de Andriy Melenskyi, que no se corresponde con el resto de la iglesia.
En 1909, el académico Pokryshkin (que se especializó en la arquitectura ortodoxa antigua) fue llamado a restaurar la iglesia a su apariencia medieval. Los trabajos de restauración de Pokryshkin duraron cinco años pero no dieron lugar a ningún cambio fundamental. Los cimientos de la iglesia original de Monómaco fueron descubiertos y todavía pueden verse hacia el este desde la estructura existente. La fachada de la iglesia fue limpiada para resaltar las partes sobrevivientes del edificio del siglo XII, que habían sido raspadas de estuco.
El 7 de septiembre de 1947, durante la celebración del 800 aniversario de la fundación de Moscú, en la antigua capilla Vladímir de la iglesia, el arquitecto P. Ostapenko instaló un gran sarcófago de granito sobre el lugar donde se cree que fue enterrado Yuri Dolgoruki, el fundador de Moscú.
A principios de los años 70, se descubrió en la iglesia un fragmento del fresco del siglo XII «La pesca milagrosa», que representaba a Cristo caminando sobre el agua hacia un barco. Desde la independencia de Ucrania tras la caída de la Unión Soviética, la iglesia forma parte de la Reserva Histórico-cultural del Monasterio de las Cuevas de Kiev y funciona principalmente como museo, celebrando servicios religiosos semanales los domingos.